# Erik Korshagen
Erik Korshagen (født 26. juli 1926 i Fredericia, død 29. juli 2005) var en dansk modernistisk arkitekt, der skabte en række prisbelønnede værker; ofte sammen med Jørgen Juul Møller.

## Uddannelse
Han var søn af stationsforstander Carl Ole Korshagen og Olga Wilhelmine Rasmussen. Han tog præliminæreksamen (Frederikssund Private Mellem- og Realskole) 1943, blev tømrersvend i Frederikssund 1948 og bygningskonstruktør (Bygmesterskolen København) 1949. Dernæst gik han på Kunstakademiets Arkitektskole, hvorfra han tog afgang 1955. Han var ansat hos Erik Christian Sørensen 1955-57 og hos Vilhelm Lauritzen 1956.

## Karriere
Korshagen havde egen tegnestue fra 1956 og indgik i tegnestuen Jørgen Juul Møller & Erik Korshagen 1958-1985 (Møller døde 1970). Han var desuden lærer ved Kunstakademiets Arkitektskole 1955-66, medlem af repræsentantskabet for Danske Arkitekters Landsforbund 1976-78, formand for Praktiserende Arkitekters Råd 1979-82 og for Arkitekt-Ingeniørrådet 1979-86, medlem af Akademiraadet 1980, formand for arkitektgruppen ved samme 1980-87 og præsident 1983-84. Han var stærkt optaget af samspillet mellem billedkunst og arkitektur, hvorfor han var formand for Statens Kunstfonds billedkunstneriske udvalg og bestyrelsesformand 1984-87 samt medlem af repræsentantskabet 1993.
Korshagen modtog Ludvig Fengers legat 1963, Sophus Berendsens Legat 1969, Aluminiumprisen 1969, Københavns Kommunes Kulturfonds pris 1975, Betonelementprisen 1979, Eckersberg Medaillen 1980, diplom på arkitekturbiennalen i Sofia 1985, pris fra Non Nobis Fonden 1991 samt C.F. Hansen Medaillen 1995. Han var Ridder af Dannebrog (jf. gravsten og Kraks Blå Bog).

## Ægteskaber
1. Han blev gift 2. august 1952 i Århus med Bente Toftegaard Madsen (22. september 1930 sammesteds), datter af forstander for Vejlby Landbrugsskole Niels Toftegaard Madsen og forstander for Århusegnens Husholdningsskole Karen Margrethe Juul Møller. Ægteskabet blev opløst 1979.
2. Samliv fra 1972 og registreret partnerskab 2. juni 1992 i København med teaterdekoratør Klaus Peter Bruno Prothmann (født 17. marts 1940 i Braunsberg, Østpreussen), søn af mekaniker Bruno Prothmann og ekspeditrice Maria Schwarz

## Værker
- Egne feriehuse, Korshage Fjordvej 1, Rørvig (1960, 1986)
- Enfamiliehus, Næstved (1963)
- Feriehus, Smidstrup Strandvej 61, Rungsted (1968)
- Ombygning af Provinsbankens hovedsæde, Nygade 1, København, samt afdelinger i New York, Århus og på Sjælland (1969-76, nu Danske Bank)
- Herlev Bibliotek, Herlev Bygade 70, Herlev (1971)
- Herlev Bymidte (1972)
- ISO-Supermarked A/S, div. afdelinger (1972-88)
- Pressens Hus (en), Skindergade 5, København (1974, fredet 1991)
- Humlebæk Bibliotek og Humlebæk Center, Humlebæk (1976-87)
- Gladsaxe Hovedbibliotek, Søborg Hovedgade 220, Søborg (1978-79)
- Restaurering af hovedbygningen Charlottenlund Land- og Skovbrug, Langeland (fra 1980)
- Dronningens Ferieby, Grenå (1990-94)
- Feriehus, Udsholt Strand (1993-94)
- Erritsø Trykkeri, pressehal (1994)

### Sammen medJørgen Juul Møller
- Udvidelse af Illum, Østergade 52, København (1966-71)
- Diverse ombygninger af Politikens Hus (fra 1967)
- Kajerødskolen, Grøndalsvej 3, Birkerød (1967-70)
- Boligbebyggelsen Ådalsparken, Kokkedal (1968-71)
- Eremitageparken, Lundtofte (1969-70)
- Rymarksvænge og plejehjemmet Ryholtgård, Rymarksvej, Ryvangen, København (1970)
- Holmegårdsparken, Kokkedal (1970-71)

### Projekter
- Skole i Horsens (2. præmie 1957 sammen med Ole Dreyer, Henrik Gormsen, Knud Holscher)
- Skole i Holstebro (samme kompagnoner som ovenfor)
- Boligområders udformning, Statens Kunstfond (1967, 4. præmie sammen med Jørgen Juul Møller, Søren Georg Jensen, Sven-Ingvar Andersson, Anders Tinsbo (en) m.fl.)
- Roskilde Universitetscenter, Trekroner (1971, 1. præmie, ikke opført)
- Ombygning af Kunstforeningen, Gammel Strand 48, København (1994, 1. præmie)